# 5EX Engine
5 EX Engine jest trzecim albumem grupy Aural Planet.  Na płycie CD oprócz 11 utworów znajduje się animacja Metamorph MPG wykonana przez Zdeno Hlinka oraz wygaszacz ekranu zaprogramowany przez Wojciech Podgórskiego (znanego na demoscenie jako Unreal).

## Spis utworów
1. "Paleo" (Radosław Kochman)
2. "Stimulation (part three)" (Adam Skorupa)
3. "Subtropolis 10893" (Radosław Kochman)
4. "Subtropolis 10893 (Crankshaft Blossmx)" (Mikko Karvonen i Radosław Kochman)
5. "Subtropolis 10893 (Auralpl rmx)" (Konrad Gmurek i Radosław Kochman)
6. "Necrodelica" (Radosław Kochman)
7. "Upsilon" (Radosław Kochman)
8. "Phobeus" (Jacek Dojwa)
9. "Costa del nimphos" (Radosław Kochman)
10. "Gene" (Adam Skorupa)
11. "Subtropolis 10893 (Nemezis rmx)" (Łukasz Pawlak, Maciej Stanicki, Radosław Kochman)